# Détroit de Nevelskoï
Le détroit de Nevelskoï (en russe : Пролив Невельского, Proliv Nevelskogo) est un détroit de Russie faisant partie de la mer d'Okhotsk. Il sépare le kraï de Khabarovsk et le Nord de l'île de Sakhaline et fait suite au détroit de Tatarie situé en mer du Japon. Il débouche sur le liman de l'Amour, un espace maritime au bord duquel ce grand fleuve a son estuaire. 
Il a été baptisé en l'honneur du capitaine Guennadi Nevelskoï qui a découvert en 1849 que le détroit de Tatarie est relié à l'estuaire de l'Amour par un passage étroit qui porte aujourd'hui son nom, établissant ainsi que Sakhaline est une île et non une péninsule.
Dans sa partie la plus étroite de 7,3 kilomètres est en projet le creusement du tunnel de Sakhaline.